# Velilla de la Sierra
Velilla de la Sierra – gmina w Hiszpanii, w prowincji Soria, w Kastylii i León, o powierzchni 18,57 km². W 2011 roku gmina liczyła 30 mieszkańców.